# Alejandra Wolff
Alejandra Wolff (Santiago, 16 de mayo de 1971) es una artista visual chilena y doctora en Literatura Hispanoamericana.

## Biografía
Nació el 16 de mayo de 1971 en Santiago. Estudió dos años Biología en la Universidad de Chile, y luego ingresó en 1991 a la Universidad Católica, donde obtuvo su licenciatura en Artes, mención pintura, en 1996. Allí fue ayudante de Gaspar Galaz, Mario Soro, Gonzalo Díaz y como asistente de Justo Pastor Mellado, en las dos universidades antes mencionadas. 
Ha centrado su estudio en las prácticas artísticas que exploran los imaginarios y representaciones del cuerpo, el género y la memoria. Su trabajo, tanto investigativo como creativo, indaga en cómo las artes visuales y la literatura enfrentan la violencia, resignifican el olvido y reivindican aquellas corporalidades que desafían los mandatos impuestos por el género, la clase y la raza. 
Realizó un Magíster en Artes Visuales en la Universidad de Chile en 1998 y ese mismo año comenzó a trabajar como académica de la Facultad de Arte de la Universidad Católica y luego en la Universidad Pérez Rosales. Desde 2017 es Doctora en Literatura de la Pontificia Universidad Católica de Chile.
Fue directora de Patrimonio y Archivos de la Facultad de Artes UC entre los años 2015 a 2022. Actualmente, ejerce como académica en pregrado y postgrado de Artes de la Pontificia Universidad Católica y es jefa del Centro de Documentación y Biblioteca MNBA.En este último, ha impulsado activaciones del archivo, destacando en 2024 Hackeo Material. Intervención casera de un libro de papel de la artista Dai-Liv.
Forma parte de la Escuela Joyería Pamela de la Fuente desde el año 2011 y cumple el rol de Coordinadora Académica, donde imparte los ramos: Paradigmas Estéticos, Historia de la Joyería Contemporánea y Tutorías de Proyectos. Además se desempeña como editora independiente de exposiciones de arte contemporáneo.

## Obra
Alejandra Wolff comienza explorando la figura humana a través del autorretrato, para centrarse en la representación del cuerpo, la carne y la piel, poniendo énfasis en la enfermedad y la herida. Al contar con estudios de biología, tiene una mirada científica sobre el objeto de estudio (lo médico) y como pintora, extrae sus formas. “Para traducir estos cuerpos, la pintora se guía por fotografías y por un atlas dermatológico”. Sus modelos suelen ser sus propios familiares, a los que pinta sin rostro, dejándolos en el anonimato, como por ejemplo hizo con “Familia II”, un tríptico compuesto por la imagen de un padre, madre y un bebé, expuesta en la Bienal del Mercosur. En aquella oportunidad, “cada figura estaba trabajada por fragmentos, que eran franjas que cruzaban la pintura por lo ancho, las cuales eran trabajadas cada una según una técnica distinta: por veladuras, por pigmentos chorreados, con telas cuadriculadas para seguir el molde, etc. Estas diferentes técnicas producen descalces cromáticos, casi imperceptibles a simple vista, y ciertos desajustes en las figuras, que llaman la atención pero no de develan por completo”. Su trabajo pictórico asume las estrategias narrativas del realismo e incorpora imaginarios domésticos cuyas representaciones giran en torno al cuerpo y la objetualidad en su escenario privado. Sus temas de interés circulan en torno a imaginarios y representaciones del cuerpo y la ciudad, así como los estudios visuales, el arte y la literatura latinoamericana.

## Exposiciones
Selección de exposiciones
- 2015 “Co/lección de pintura: prácticas pictóricas desde la escuela de Arte UC”, Museo Nacional de Bellas Artes, Santiago, Chile.

- 2008 “Lecciones de Ego”, Instituto Cultural de Las Condes. Santiago, Chile.
- 2008 “Obsesiones Intermedias”, Galería Masottatorres. Buenos Aires, Argentina.
- 2008 “Exposición Piel”, Galería Felipe Gutiérrez de la Escuela de Extensión de la Universidad Autónoma de México, con sede en la ciudad de Gatineau. Quebec, Canadá.
- 2008 “Día de campo”, Kane Gallery, Fenn School, Boston, EE. UU.
- 2006 “Escenario: arte chileno contemporáneo”, Galería Municipal Pancho Fierro. Lima, Perú.
- 2005 “Estudio abierto”, Apostadero Naval, Buenos Aires, Argentina.
- 2004 “Pintura Chilena”, Museo Nacional de Bellas Artes, Santiago, Chile.
- 2003 “Cambio de Aceite”, Museo de Arte Contemporáneo, Santiago, Chile.
- 2002 “Frutos del País”, Museo de Arte Contemporáneo, Santiago, Chile.
- 2001 “Lecciones Corporales”, Galería Animal, Santiago, Chile.
- 2001 “Chile 100 años Artes Visuales”, Museo Nacional de Bellas Artes. Santiago, Chile.
- 1999 I Salón Latinoamericano de Arte Joven, Cuenca, Ecuador.
- 1999 II Bienal del Mercosur, Porto Alegre, Brasil.